# Ordem do Mérito do Povo
A Ordem do Mérito do Povo (em servo-croata: Орден заслуга за народ / Orden zasluga za narod) foi uma condecoração da República Socialista Federativa da Iugoslávia, concedida em 3 classes.
A Ordem do Mérito do Povo foi instituída pelo Presidium do Conselho Antifascista de Libertação Nacional da Iugoslávia em 9 de junho de 1945, junto com a Medalha do Mérito pelo Povo. Essa condecoração era concedida por méritos excepcionais adquiridos na luta contra o inimigo pela libertação do país, na construção do socialismo e do autogoverno socialista, na organização e fortalecimento da defesa nacional, da segurança e da independência do país, bem como por contribuições nas áreas da economia, ciência e cultura. Além de indivíduos, a ordem também podia ser concedida a unidades militares e instituições, sendo usada no lado direito do peito.  
Com a Lei de Alterações e Emendas à Lei de Condecorações da RPF da Iugoslávia, de 1º de março de 1961, o nome da ordem foi modificado, passando a ter as seguintes classes: 
- Ordem do Mérito do Povo com Estrela de Ouro (anteriormente Ordem do Mérito do Povo de 1ª Classe) — 11ª na hierarquia das condecorações iugoslavas.
- Ordem do Mérito do Povo com Raios de Prata (anteriormente Ordem do Mérito do Povo de 2ª Classe) — 20ª na hierarquia das condecorações iugoslavas.
- Ordem do Mérito do Povo com Estrela de Prata (anteriormente Ordem do Mérito do Povo de 3ª Classe) — 30ª na hierarquia das condecorações iugoslavas.

O autor da Ordem do Mérito do Povo e da Medalha do Mérito pelo Povo foi o pintor iugoslavo Đorđe Andrejević Kun. A ordem tem formato circular, composta por raios com uma estrela de cinco pontas, na qual há uma figura masculina segurando uma bandeira desenrolada. Nas três classes, a ordem é visualmente idêntica, com a única diferença sendo o material de fabricação, que varia conforme a classe da condecoração. 

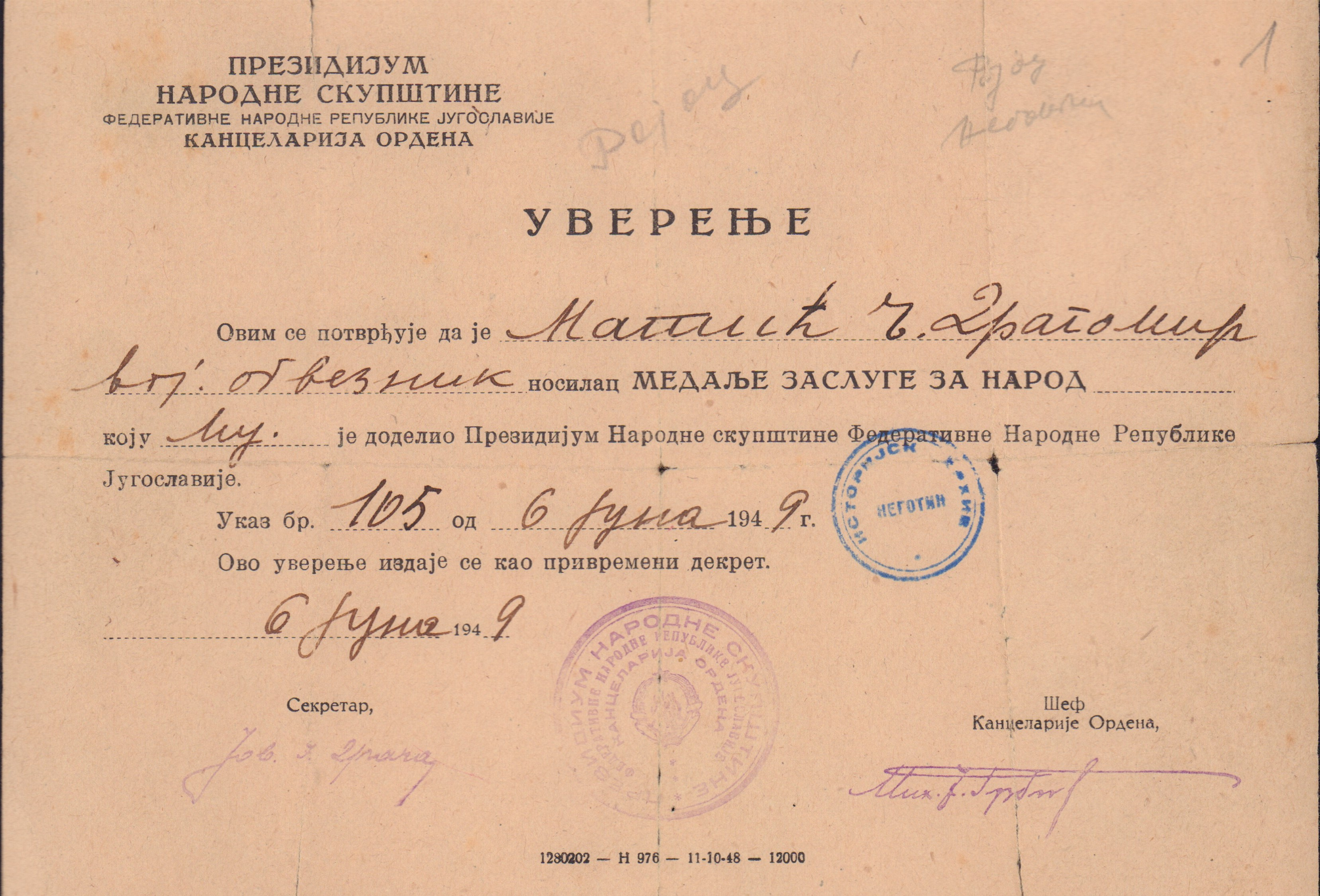
Certificado do Presidium da Assembleia Nacional de que o conscrito é portador da Medalha de Mérito do Povo

A concessão da Ordem do Mérito do Povo e da Medalha do Mérito pelo Povo começou imediatamente após a sua instituição. Até 31 de dezembro de 1985, foram concedidas as seguintes condecorações: 5.668 Ordens do Mérito do Povo com Estrela de Ouro (1ª Classe); 39.534 Ordens do Mérito do Povo com Raios de Prata (2ª Classe); 282.864 Ordens do Mérito do Povo com Estrela de Prata (3ª Classe); 430.666 Medalhas do Mérito pelo Povo. 
| Aparência                                               | Aparência                                              | Aparência                                                |
| Ordem do Mérito do Povo com Estrela de Ouro (1ª Classe) | Ordem do Mérito do Povo com Raios de Prata (2ª Classe) | Ordem do Mérito do Povo com Estrela de Prata (3ª Classe) |
| ------------------------------------------------------- | ------------------------------------------------------ | -------------------------------------------------------- |
|                                                         |                                                        |                                                          |
| Barretas                                                |                                                        |                                                          |
|                                                         |                                                        |                                                          |